# Insight
Insight (letteralmente "visione interna") è un termine di origine inglese usato in psicologia, e definisce il concetto di "intuizione", nella forma immediata ed improvvisa.
L'insight consiste nella comprensione improvvisa e subitanea della strategia utile ad arrivare alla soluzione di un problema o della soluzione stessa - colloquialmente conosciuto come lampo di genio o con l'espressione inglese: “Aha! Experience”. A differenza di ciò che è considerato problem solving in generale, dove la soluzione del problema è raggiunta tramite una costruzione analitica e consequenziale, l'insight avviene in un unico passo e compare inaspettatamente nella mente del solutore (Sternberg & Davidson, 1995). L'insight è spesso il risultato di una ristrutturazione degli elementi del problema, anche in assenza di preesistenti interpretazioni (Kounios & Beeman, 2009).
Una definizione intuitiva del concetto di insight è l'esclamazione "Eureka!", attribuita ad Archimede di Siracusa nel momento in cui scoprì (tramite un insight) il suo noto principio.
Nella prospettiva psicologica, risulta importante la capacità di un accesso introspettivo importante rivolto alle proprie emozioni e stati interni, e nella misura in cui le persone hanno un accesso introspettivo limitato a queste cause sottostanti, hanno anche un controllo limitato su questi processi.

## Storia

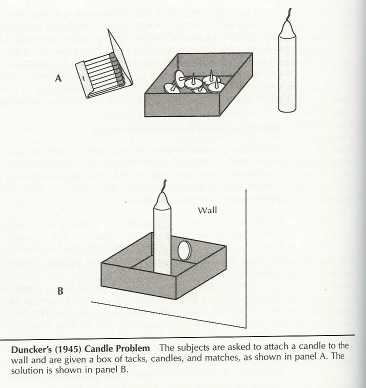
Il problema della candela, descritto da Karl Duncker: il problema consiste nel fissare una candela al muro avendo a disposizione solo la stessa candela, alcuni fiammiferi e una scatola di puntine da disegno.

Insight è un termine utilizzato dalla psicologia della Gestalt per indicare una ridefinizione del sistema da parte del soggetto, ridefinizione che permette al soggetto di risolvere il problema postogli. Questo concetto è importante perché descrive il processo di apprendimento in termini nuovi, non per "prove ed errori" (trials and errors) come da tradizione comportamentista, ma per riconfigurazione dello spazio del problema, una ristrutturazione concettuale degli elementi disponibili e conseguente salto verso la soluzione.
L'apprendimento per insight comincia a essere teorizzato negli anni venti prima della seconda guerra mondiale, appunto all'interno del movimento della Gestalt. Wolfgang Köhler aveva studiato il comportamento degli scimpanzé di fronte al compito di raggiungere una banana tramite l'utilizzo di una serie di bastoni di diversa lunghezza. Solo montando insieme due bastoni lo scimpanzé avrebbe potuto raggiungere il premio. Dopo lunga esplorazione degli strumenti a propria disposizione e della gabbia e dell'ambiente esterno, lo scimpanzé all'improvviso (come per una intuizione: il fenomeno della Aha Erlebnis, quando tutt'a un tratto la soluzione a lungo cercata viene all'improvviso in mente) monta i due bastoni e raggiunge la banana: quindi non per tentativi ed errori (legge dell'esercizio e legge dell'effetto di Edward Lee Thorndike, v. funzionalismo), ma perché ha riconfigurato i diversi elementi del sistema (bastoni, gabbia, banana, distanze, ecc.) al fine di raggiungere il suo scopo.
La psicologia cognitiva, riprendendo la distinzione platonica tra "diànoia" e "noesis", definisce l'insight come una forma di ragionamento che, piuttosto che analizzare un problema nei dettagli tramite un processo di avvicinamento progressivo alla soluzione, consente di raggiungerla attraverso un'intuizione improvvisa. Sebbene queste due forme di ragionamento siano spesso complementari, l'insight è particolarmente importante nel risolvere problemi nuovi, per i quali le strategie mutuate dall'esperienza si rivelano spesso insufficienti. Un esempio classico di problema che viene generalmente risolto tramite un ragionamento via insight è il problema della candela (vedi immagine).
Verso la fine del ventesimo secolo lo studio scientifico dell'insight è stato dominato dalle seguenti scuole di pensiero:
- Representational Change Theory-RCT- (Knöblich, Ohlsson, Haider e Rhenius, 1999[9]; Knoblich, Ohlsson eRaney, 2001[10]). Di matrice Gestaltista, considera l'insight come un processo che caratterizza solo una particolare sottocategoria di problemi (gli insight problems) e avviene tramite la riorganizzazione del modo in cui il problema viene percepito inizialmente. Secondo questa teoria la ristrutturazione percettiva ha un ruolo fondamentale nel raggiungimento della soluzione, e l'ostacolo alla possibilità di risolvere il problema risiede in una scorretta rappresentazione iniziale di questo (Knöblich et al.,1999).
- Per la Criterion for Satisfactory Progress Theory -CSPT- (MacGregor, Ormerod e Chronicle, 2001[11]) l'insight è un epifenomeno del problem solving in generale e i processi sottostanti gli insight e non-insight problems sono gli stessi. Questa teoria fa riferimento al modello generale di problem solving di Newel e Simon (1972)[12] e sostiene che la difficoltà degli insight problems sia dovuta all'uso di euristiche. L'insight avverrebbe quando il solutore comprende che la distanza tra il corrente stato di ragionamento e l'obiettivo è irrealizzabile attraverso il percorso ipotizzato e si trova a dover selezionare una nuova strategia per risolvere il problema. Questo avverrebbe solo quando le nuove mosse prese in considerazione portano effettivamente all'obiettivo, all'interno della capacità di una persona di guardare oltre il corrente stato di ragionamento. (Ormerod, MacGregor, & Chronicle, 2002[13]; Chronicle et al., 2004[14]).

Da un punto di vista sperimentale era però difficile paragonare le predizioni fatte dalle due teorie descritte, poiché si riferiscono a elementi diversi del processo d'insight. Infatti da un lato ci si concentra sul momento specifico in cui avviene la ristrutturazione, dall'altro sull'intero processo (falsi allarmi inclusi).

## Definizione tautologica
Negli anni '90 si è evidenziato quanto la definizione d'insight tradizionalmente usata dai gestaltisti in poi fosse tautologica e circolare. Infatti il criterio abusato per definirlo consisteva nella possibilità di risolvere quella sottocategoria di problemi noti come classici insight problem. Questi ultimi erano considerati tali in quanto spesso associati al cosiddetto momento “Aha!”, cioè quella sensazione di improvvisa illuminazione al momento della soluzione (Maier, 1995; Weisberg, 1995).
Raramente veniva chiesto ai partecipanti se avessero esperito insight o meno, processo che è sempre stato assunto perché il problema sottoposto era tradizionalmente considerato un insight problem. Il grosso limite teorico di tutte le teorie come la Representational Change Theory o la Criterion for Satisfactory Progress Theory, è stato l'assumere che il tipo di strategia utilizzata dipendesse dal problema e non dalla mente del solutore. L'esperienza del soggetto era trascurata tanto quanto il tentativo di dimostrare se gli individui avevano esperito insight o meno. Il focus degli studi era totalmente concentrato sul problema e non sui processi mentali attuati da chi lo risolveva. Gli sforzi compiuti per determinare se l'insight fosse avvenuto o meno erano inconsistenti a causa della mancanza di un criterio condiviso per la definizione di insight, problema che veniva scavalcato usando gli insight problem (es. Representational Change Theory contro Criterion for SatisfactoryProgress Theory). Tale circolo vizioso è stato favorito dalla mancanza in letteratura di un insieme di problemi abbastanza numeroso da considerare più di una strategia di soluzione per raggiungere una significatività statistica. La mancanza di uno strumento che misurasse in modo valido la strategia di problem solving usata dai soggetti ha reso per decenni difficile studiarne i processi cognitivi coinvolti.
Una svolta in merito è avvenuta nel 2005, con l'uscita di un articolo intitolato: New approaches to demystifying insight (di Bowden, Jun-Beeman, Fleck e Kounios) in cui gli autori evidenziano le problematiche teoretiche e pratiche dell'utilizzo dei classici insight problem e dimostrano con dati neurologici come l'uso dei self report sia un valido discriminante tra le strategie di soluzione utilizzate. Gli autori sono partiti dal presupposto che non fossero i problemi in sé a determinare il modo in cui venivano risolti (con insight o meno), quanto differenze di tipo cognitivo-neurale. Spinti dalla necessità di studiare i correlati neurali del problem-solving tramite elettroencefalogramma (EEG) e risonanza magnetica (fMRI), hanno riformulato il modo di approcciare lo studio dell'insight. Bowden e Beeman decidono di abbandonare l'idea di partire dal problema per definire l'insight e di sottoporre ai soggetti un'ampia gamma di problemi simili nella struttura e chiedere loro come li avessero risolti. I problemi usati – CRA – (di cui è stata pubblicata anche la versione Italiana) consistono nel presentare ai partecipanti tre parole (es. in inglese crab, pine, sauce) e nel chiedere loro di trovare una quarta parola che unita a esse formi tre nuove parole di senso compiuto (es. apple, si collega alle precedenti formando crabapple, pineapple e applesauce; un esempio nella lingua italiana potrebbe essere danno, lavoro e giro, soluzione capo – capodanno, capolavoro e capogiro).
Questi test presentano i seguenti vantaggi: 
1. Possono essere risolti sia con insight sia analiticamente, permettendo di comparare le attività neurali sottostanti;
2. Richiedono tempi di soluzione brevi (circa 10 secondi) rispetto a quelli necessari per i classici insight problem; (Bowden et al., 2005)

I risultati delle ricerche effettuate grazie al CRA dimostrano che l'insight non dipende dal problema, ma dalla mente del soggetto, hanno quindi sciolto le briglie teoriche descritte in precedenza, facendo luce su quali siano le aree cerebrali (e i relativi processi cognitivi sottostanti) coinvolte durante il lampo di genio.
Nel 2016 ricerche in merito hanno inoltre dimostrato che risolvere un problema con insight è garanzia di una maggiore accuratezza nella risposta. In altre parole, quando la soluzione di un problema ci viene in mente come un improvviso "lampo di genio" quella soluzione è probabilmente più corretta della soluzione che avremmo trovato se avessimo ragionato per prove ed errori.

### In psicoanalisi
Nella pratica della psicoanalisi l'insight è quell'input che genera il cambiamento nel paziente, benché vi siano differenti scuole di pensiero, vi è una tendenza più "moderna" nel gestire il transfert, evitando più possibile l'intervento dell'analista, per ottenere risultati da un certo punto di vista più spontanei, prodotti dal paziente stesso, meno manipolati.

La relazione di amore instaurata durante il transfert deve essere impercettibile, per favorire multipli insight-er. Quest'ultima prassi è effettuata al di fuori della cornice neutra usata in psicoanalisi, l'ambiente classico.

### In psichiatria
Il termine "insight" è utilizzato in psichiatria per definire il grado di autoconsapevolezza della malattia presente nel paziente.

### Nelle discipline di marketing
Nel gergo del marketing con consumer insight si intende la comprensione delle motivazioni profonde che inducono un consumatore ad adottare un determinato comportamento in funzione di un particolare stimolo. La necessità di individuare l'insight è data dal fatto che da esso dipende la formulazione della promessa di prodotto che è il cuore del messaggio pubblicitario: se l'intuizione dell'insight è corretta, la promessa pubblicitaria che ne discende risulterà efficace; viceversa, se l'insight si rivela infondato,  la promessa sarà inconsistente e il consumatore resterà insensibile al richiamo.
Un primo chiaro esempio di questo meccanismo si ebbe, agli esordi del XX secolo, con l'affermarsi dei detersivi da bucato nel Regno Unito che nascevano chiaramente come antagonisti del sapone in barre per ridurre la fatica usurante del bucato a mano. I primi messaggi pubblicitari lanciarono così l'idea che il nuovo sapone da bucato avrebbe permesso a tutte le donne di affrancarsi dalla servitù del bucato ricavando più tempo libero per se stesse. Con sorpresa degli addetti ai lavori, tuttavia, le destinatarie del messaggio risposero con scarso entusiasmo e il prodotto faticò ad affermarsi commercialmente.
Si era infatti dato per scontato che la motivazione profonda, l'insight, che avrebbe animato le vendite corrispondesse ad un'affermazione del tipo "mi piacerebbe impiegare meno tempo nelle faccende di casa e avere più tempo per me". In realtà per la morale dell'epoca la cura della casa e la dedizione al focolare domestico erano un punto d'onore e di orgoglio; rivelare a se stesse ed agli altri che si preferiva ricorrere ad artifici per avere tempo da dedicare ad attività frivole era considerata cosa poco onorevole.
Un riposizionamento del prodotto con la promessa di lavare più bianco, corrispondente all'insight "vorrei che i risultati testimoniassero il mio impegno nel lavoro", cambiò radicalmente la percezione del prodotto e la sua accoglienza da parte delle donne di casa dell'epoca.